# Toceno
Toceno (Tzèn in dialetto locale) è un comune italiano di 752 abitanti della provincia del Verbano-Cusio-Ossola in Piemonte.
È uno dei comuni che costituiscono la Val Vigezzo; sorge a mezza costa sul versante della valle rivolto a mezzogiorno.
Nel comune di Toceno si trova anche la località Arvogno, un piccolo insediamento che si affaccia sulla Valle del Melezzo.

## Storia

### Simboli
Il gonfalone è un drappo partito di rosso e di azzurro.
Storia
Toceno ha origini vetuste, testimoniate tra l’altro da una considerevole quantità di reperti rinvenuti nel 1978, collocati al I secolo a.C., la data certa di una presenza umana in questi luoghi. Altri scavi archeologici, nel 1893, hanno invece portato alla luce una serie di sepolture risalenti all’epoca medievale. 
Nel corso delle sue varie vicende storiche si registra la fusione amministrativa prima con Santa Maria Maggiore e poi con Craveggia. Nel 1947 ha ottenuto nuovamente la propria autonomia.

## Monumenti e luoghi d'interesse

### Architetture religiose

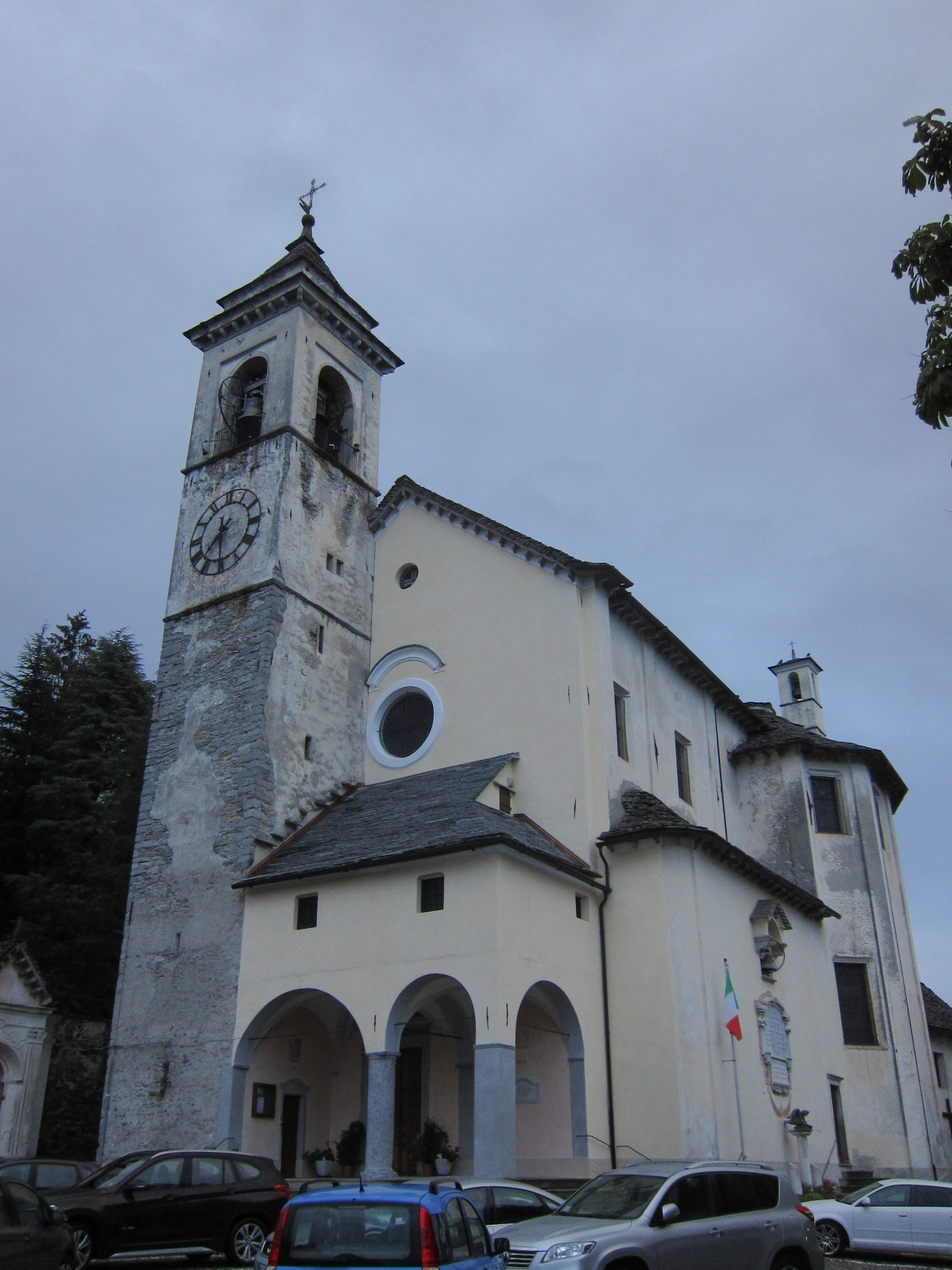
Chiesa parrocchiale di Sant'Antonio Abate di Toceno

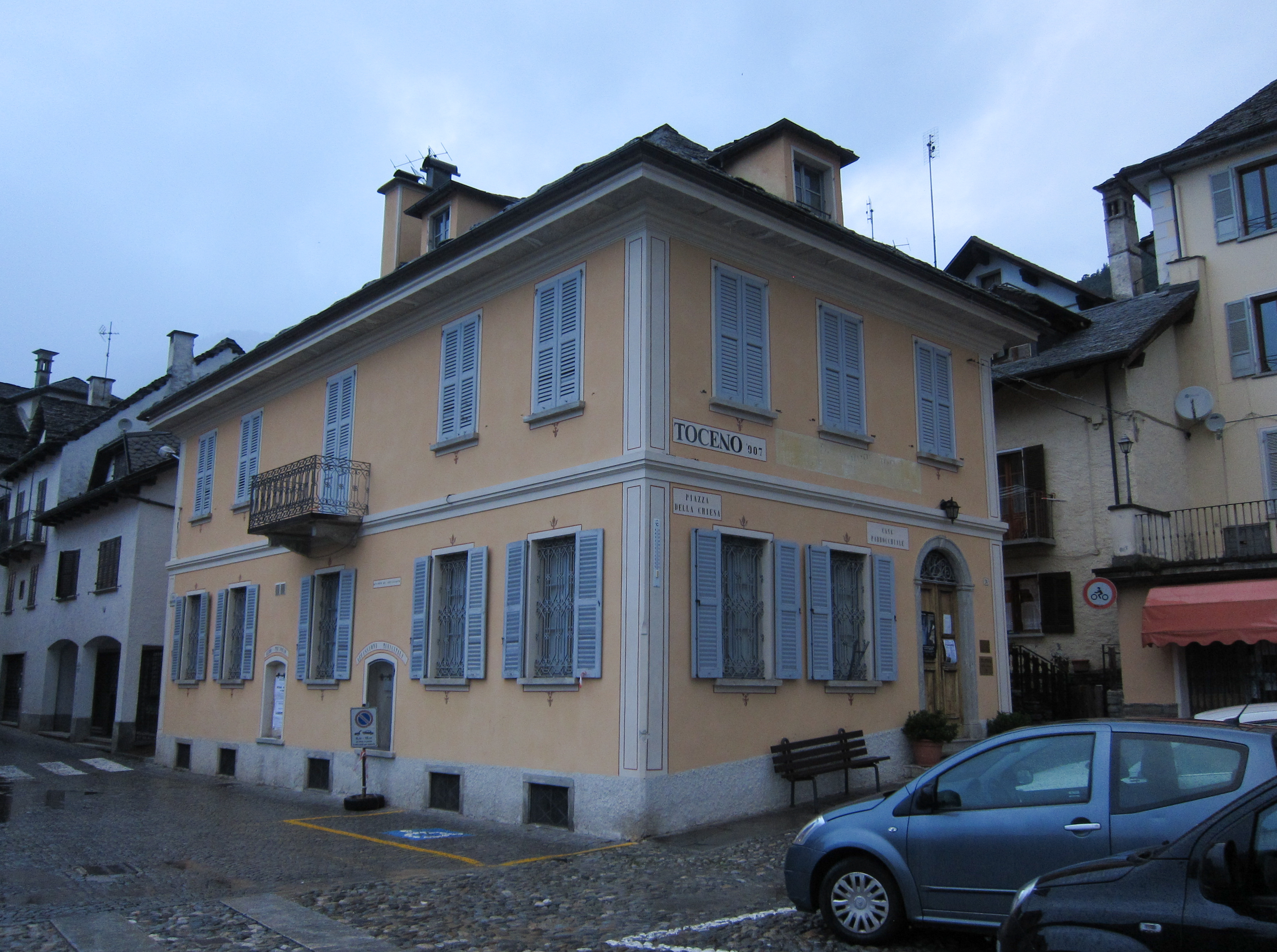
Casa parrocchiale di Toceno

- Chiesa parrocchiale di Sant'Antonio Abate.[7]
- Oratorio di Sant'Antonio da Padova.[8]
- Oratorio della Madonna del Sasso.[9]
- Oratorio di San Girolamo (località alpe Cortina).[10]

### Architettura civile
- Sala polifunzionale all'interno della quale si trova la biblioteca.
- Forno Thomà: antico forno in pietra all'interno del paese.

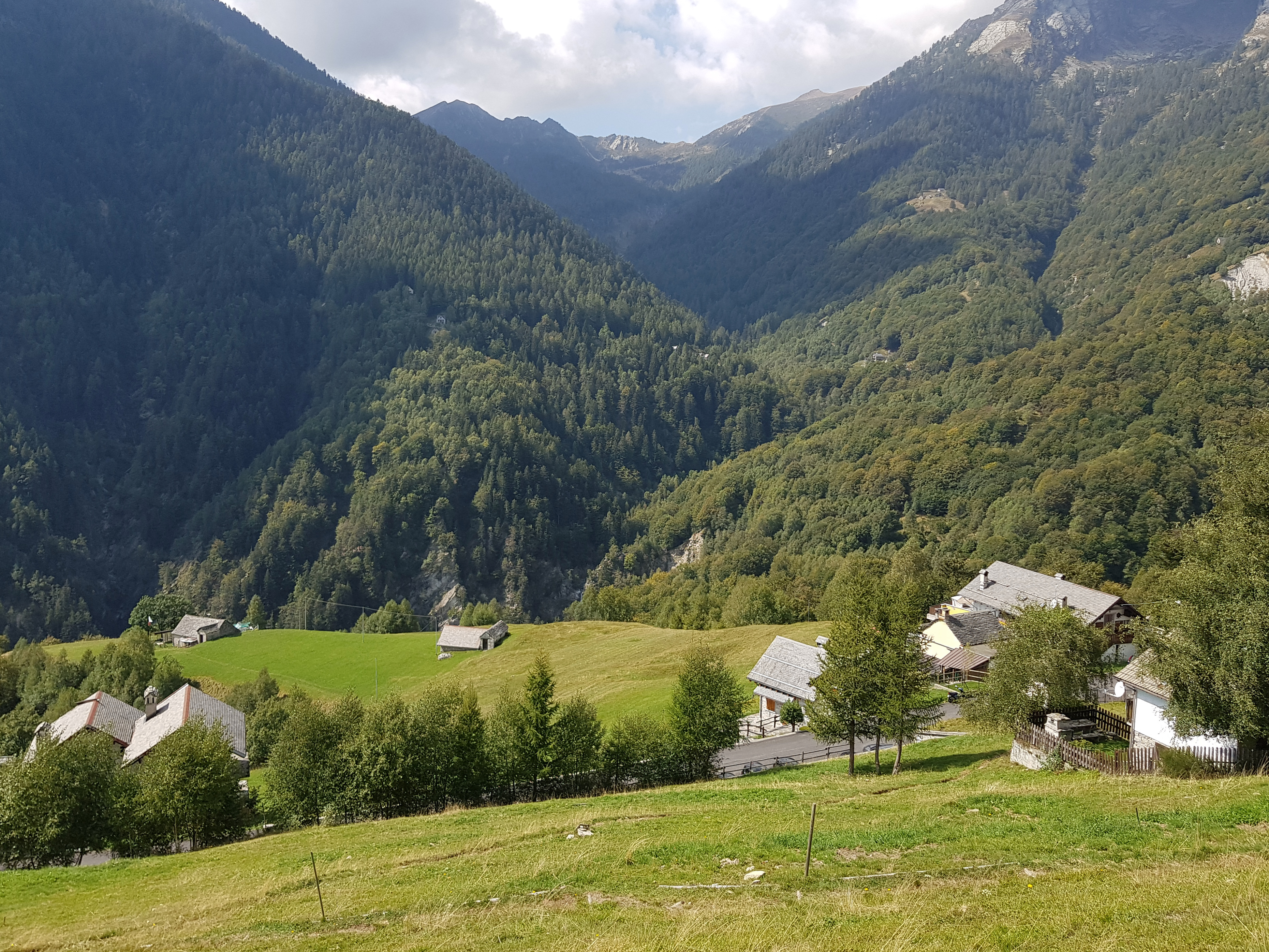
La località Arvogno

## Società

### Evoluzione demografica
Abitanti censiti

## Amministrazione
Di seguito è presentata una tabella relativa alle amministrazioni che si sono succedute in questo comune.
| Periodo        | Periodo        | Primo cittadino   | Partito                        | Carica  | Note   |
| -------------- | -------------- | ----------------- | ------------------------------ | ------- | ------ |
| 24 aprile 1995 | 14 giugno 1999 | Tiziano Ferraris  | centro-sinistra                | Sindaco | [ 12 ] |
| 14 giugno 1999 | 14 giugno 2004 | Tiziano Ferraris  | lista civica                   | Sindaco | [ 12 ] |
| 14 giugno 2004 | 8 giugno 2009  | Dario Bergamaschi | lista civica                   | Sindaco | [ 12 ] |
| 8 giugno 2009  | 26 maggio 2014 | Tiziano Ferraris  | lista civica                   | Sindaco | [ 12 ] |
| 26 maggio 2014 | 27 maggio 2019 | Tiziano Ferraris  | lista civica Paesaggio montano | Sindaco | [ 12 ] |
| 27 maggio 2019 | 10 giugno 2024 | Tiziano Ferraris  | lista civica Paesaggio montano | Sindaco | [ 12 ] |
| 10 giugno 2024 | in carica      | Tiziano Ferraris  | lista civica Paesaggio montano | Sindaco | [ 12 ] |

### Altre informazioni amministrative
Fa parte dell'unione montana di comuni della Valle Vigezzo.